# Chuteira de Ébano da Bélgica
A Chuteira de Ébano da Bélgica (Holandês: Ebbenhouten Schoen, francês: Soulier d'ébène) é um prêmio dado anualmente no futebol para o melhor jogador Africano (ou de origem Africana) no Campeonato Belga de Futebol. O júri é composto dos treinadores de clubes do campeonato, o treinador da Seleção Belga de Futebol, jornalistas desportivos e jurados honorários. Até 2012, Mbark Boussoufa (3 vitórias), Daniel Amokachi (2 vitórias) e Vincent Kompany (2 vitórias) são os únicos jogadores que ganharam o troféu mais de uma vez.

## Vencedores
| Ano  | Nome               | Clube           | País                           |
| ---- | ------------------ | --------------- | ------------------------------ |
| 1992 | Daniel Amokachi    | Club Brugge     | Nigéria                        |
| 1993 | Victor Ikpeba      | RFC Liège       | Nigéria                        |
| 1994 | Daniel Amokachi    | Club Brugge     | Nigéria                        |
| 1995 | Godwin Okpara      | Eendracht Aalst | Nigéria                        |
| 1996 | Celestine Babayaro | Anderlecht      | Nigéria                        |
| 1997 | Émile Mpenza       | Mouscron        | Bélgica (RD Congo)             |
| 1998 | Eric Addo          | Club Brugge     | Gana                           |
| 1999 | Souleymane Oulare  | Genk            | Guiné                          |
| 2000 | Hervé Nzelo-Lembi  | Club Brugge     | RD Congo                       |
| 2001 | Mido               | AA Gent         | Egito                          |
| 2002 | Moumouni Dagano    | Genk            | Burquina Fasso                 |
| 2003 | Aruna Dindane      | Anderlecht      | Costa do Marfim                |
| 2004 | Vincent Kompany    | Anderlecht      | Bélgica (RD Congo)             |
| 2005 | Vincent Kompany    | Anderlecht      | Bélgica (RD Congo)             |
| 2006 | Mbark Boussoufa    | AA Gent         | Marrocos                       |
| 2007 | Mohammed Tchité    | Anderlecht      | Burundi                        |
| 2008 | Marouane Fellaini  | Standard Liège  | Bélgica (Marrocos)             |
| 2009 | Mbark Boussoufa    | Anderlecht      | Marrocos                       |
| 2010 | Mbark Boussoufa    | Anderlecht      | Marrocos                       |
| 2011 | Romelu Lukaku      | Anderlecht      | Bélgica (RD Congo)             |
| 2012 | Dieumerci Mbokani  | Anderlecht      | RD Congo                       |
| 2013 | Mbaye Leye         | Zulte-Waregem   | Senegal                        |
| 2014 | Michy Batshuayi    | Standard Liège  | Bélgica (RD Congo)             |
| 2015 | Neeskens Kebano    | Genk            | RD Congo                       |
| 2016 | Sofiane Hanni      | KV Mechelen     | Argélia                        |
| 2017 | Youri Tielemans    | Anderlecht      | Bélgica                        |
| 2018 | Anthony Limbombe   | Club Brugge     | Bélgica                        |
| 2019 | Mbwana Samatta     | Genk            | Tanzânia                       |
| 2020 | Dieumerci Mbokani  | Royal Antwerp   | República Democrática do Congo |
| 2021 | Paul Onuachu       | Genk            | Nigéria                        |
| 2022 | Tarik Tissoudali   | Gent            | Marrocos                       |